# Mount Babel (Alberta)
Mount Babel is een berg in Banff National Park in de Canadese provincie Alberta. De berg ligt in de nabijheid van het meer Lake Louise en ligt in het gebergte Bow Range in de Canadian Rockies. De berg werd voor het eerst beklommen door A. Hart, Edward Oliver Wheeler, L. Wilson en H. Worsfold in 1910.